# Stay ashore
Stay ashore is een soloelpee uit 1976 van Jaap Schilder, gitarist, pianist en backingvocalist van The Cats. Het album kwam in een tijd dat de band had besloten geen optredens meer te geven. Schilder schreef een groot aantal nummers van de elpee zelf; de andere schrijver, Alan Parfitt, schreef eerder ook al (mede) nummers voor The Cats.
Een ander album dat hij buiten The Cats maakte, was in 1980 samen met Anja van Scherpenseel in het duo Jay Coster & Tanya. Met haar maakte hij het album Absence makes the heart grow fonder.
Onder de naam Three of a kind werd het album in 1977  nogmaals uitgebracht, samen met de soloalbums van Piet Veerman (Rollin' on a river, 1975) en Cees Veerman (Another side of me, 1976). Vervolgens verscheen er in 2004 nog een versie van  Stay ashore samen met het album Another side of me op een dubbel-cd.

## Nummers
| Nummer | Naam           | Geschreven door               | Duur | Opmerkingen |
| ------ | -------------- | ----------------------------- | ---- | ----------- |
| A1     | Whiskey bottle | Jaap Schilder en Alan Parfitt | 3:44 |             |
| A2     | Alice          | Jaap Schilder                 | 5:02 |             |
| A3     | Midnight lady  | Jaap Schilder                 | 3:55 |             |
| A4     | Good morning   | Jaap Schilder                 | 3:12 |             |
| A5     | Called love    | Jaap Schilder                 | 5:30 |             |
| B1     | Little John    | Jaap Schilder                 | 2:55 |             |
| B2     | Angelina       | Jaap Schilder                 | 3:55 |             |
| B3     | Picture book   | Alan Parfitt                  | 4:37 |             |
| B4     | Sailor         | Jaap Schilder                 | 4:12 |             |
| B5     | Think again    | Alan Parfitt                  | 8:26 |             |